# Viure la seva vida
Viure la seva vida (en francès Vivre sa vie) és una pel·lícula francesa dirigida per Jean-Luc Godard, estrenada el 1962. Ha estat doblada al català.
La pel·lícula explica en 12 "tableaux" la història de la Nana, una jove venedora sense diners que somia amb convertir-se en actriu a París i, a poc a poc, arriba a dedicar-se a la prostitució.

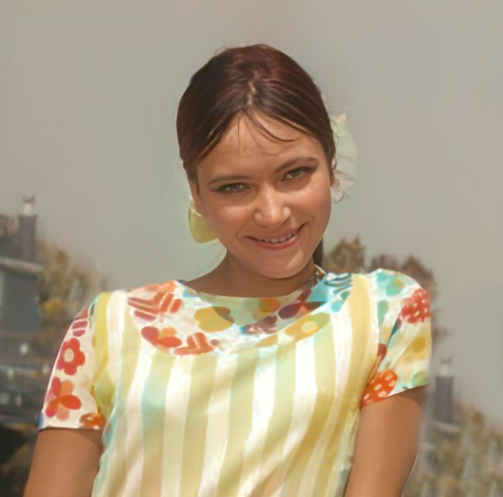
Anna Karina intepreta Nana

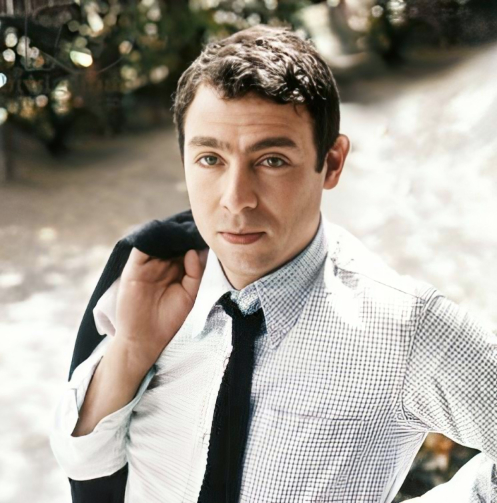
Sady Rebbot interpreta Raoul

## Argument
La pel·lícula segueix, en dotze escenes, i en blanc i negre, el personatge d'una jove venedora, Nana (anagrama d'Anna), d'origen provincial, sense diners arran de la pèrdua de la seva feina, a París{.
Tableau 1. La Nana, filmada des del darrere en un bar, acaba de deixar el seu xicot i està discutint amb ell la seva recent ruptura. Aquest, també filmat per darrere, insisteix a reformar la seva relació. "Si tornem a començar junts, et tornaré a trair", declara. "M'has deixat perquè no tinc diners?" ". "Si, potser".
Tableau 2. A l'avinguda de Wagram a París, la Nana és una venedora d'una botiga de discos. Sense diners, demana a una companya que li presti 2.000 francs, però ella es nega. La Nana i la seva col·lega tenen un interès comú per la literatura.
Tableau 3. Al pati d'un edifici on sembla que no hi viu, Nana és objecte de la desconfiança de la conserge. Al carrer, un home que coneix la convida a sopar, ella es nega. Passa la nit amb un altre home en un cinema a Saint-Michel per veure La Passion de Jeanne d'Arc. La seqüència que es mostra a la pantalla és on Joana d'Arc s'assabenta que serà cremada a la foguera. “Quin serà el teu alliberament? ", pregunta un home. "La mort" respon l'heroïna. Nana, emocionada, plora. A la sortida, deixa l'home amb qui estava i en troba un altre en un bar proper. És fotògraf i s'ofereix a posar per a ell, parcialment nua, dient-li que podria llançar la seva carrera d'actriu. Malgrat la seva reticència inicial, ella accepta.
Tableau 4. La Nana és a una comissaria. “Nana Kleinfrankenheim, nascuda el 15 d'abril de 1940 a Fribourg a Moselle, actualment sense llar, és correcte? " "Sí, això és". La Nana li diu a l'oficial: una dona va deixar caure un bitllet de 1.000 francs al carrer. Ella els va recuperar però la senyora s'hi va adonar. Ella va retornar els diners però la dona en qüestió encara va presentar una denúncia contra ella. L'espectador ha d'entendre que la denúncia es va produir perquè la víctima sospitava que la Nana era una prostituta. Quan li pregunta el funcionari, admet que generalment queda amb amics, sobretot homes.
Tableau 5. La Nana treballa com a prostituta en un barri de l'oest de París. Un desconegut li pregunta: "M'emportes?" ". Ella accepta. " Quant en vols ? » La Nana no ho sap, suggereix: “4.000 francs? ". L'home dubta i després li'n dona 5,000. Per aquest preu, considera que pot fer-la un petó malgrat les seves reticències.
Tableau 6. De tornada al carrer, la Nana troba la Yvette, una amiga que també és prostituta. Tenia parella, Raymond, i té fills. Després de la seva ruptura, sense diners, va començar a treballar com a prostituta. "És trist, però no en sóc responsable". Nana considera que som responsables de totes les nostres accions. La discussió té lloc en un bar: Yvette suggereix a Nana que ella trobarà en Raoul, que juga al joc del milió. L'home, jove però força intimidatori, insulta la Nana per provar la seva reacció. Ella en riu. De sobte surt del bar. Se senten trets al carrer. Un home mor, un altre ferit. Raoul no reapareix.
Tableau 7. La Nana escriu una carta en la qual demana a una proxeneta, conegut per l'Yvette, que obtingui una plaça amb ella. "Tinc 22 anys. Crec que sóc guapa. El meu cabell és curt, però torna a créixer molt ràpidament". Abans d'acabar la carta, en Raoul reapareix. Li pregunta per la carta que estava escrivint. "M'agradaria guanyar més diners", explica. "A París, puc fer-te guanyar més diners". "Oh sí? Vull." L'home és un proxeneta.
Tableau 8. Un diàleg en veu en off, didàctic, ens permet respondre les preguntes que la Nana es fa sobre la normativa de la professió, els controls mèdics, la importància de ser bella, la manera trobar clients, els preus, l'import a pagar al seu proxeneta, la higiene, el risc de quedar-se embarassada, la impossibilitat de rebutjar clients, el nombre de clients per dia.
Tableau 9. La Nana li pregunta al Raoul si pot agafar vacances. Sí: els dies d'examen mèdic són dies de vacances on és tradicional que la prostituta passi el dia amb el seu proxeneta que li ofereix sortides. Acció inclosa: un vespre, la Nana va a un bar amb Raoul. Amb ganes de divertir-se, la Nana posa una mica de música i després balla mentre mostra els seus encants a un jugador de billar.
Tableau 10. Un dia entre d'altres. La Nana porta Dimitri, un fotògraf publicitari, a la seva habitació. Alguns dels diàlegs no són audibles per l'espectador. Sembla que l'home va demanar que vingués una segona prostituta. La Nana entra a diferents habitacions de l'hotel per trobar una altra dona jove disponible. La aventura té lloc amb aquesta segona persona i el client finalment li demana a la Nana que simplement es quedi a la vora del llit.
Tableau 11. Place du Châtelet, la Nana entra a un cafè i xerra amb un home gran. Accepta oferir-li una copa. Li parla de literatura, en particular de la mort de Porthos a l'univers de Els tres mosqueters. El personatge mor aixafat per les roques després de deixar de córrer per fugir. Nana i el desconegut filosofen sobre la paraula, el silenci, el pensament, l'error, la veritat, la mentida, l'amor i la vida. “L'amor és una solució, sempre que sigui veritat”, declara el vell.
Tableau 12. La Nana és a casa de l'home que jugava al billar. Llegeix les obres d'Edgar Allan Poe. En una breu seqüència silenciosa, els diàlegs entre els dos personatges apareixen en forma de subtítols. A continuació, en veu en off, Jean-Luc Godard llegeix un extracte d' El retrat oval. Aquest text d'Edgar Poe evoca un pintor que pinta el retrat d'una dona jove, mentre que el rostre de la Nana apareix a la pantalla des de diferents angles. El pintor passa dies i nits en aquest retrat sense adonar-se que la jove que li serveix de model i a qui estima s'està fent cada cop més feble. Ell no la mira. Se centra en la imatge perfecta que vol pintar d'ella. La història curta d'Edgar Poe acaba amb la mort de la jove. Jean-Luc Godard afegeix: 
| « | És la nostra història | » |

 La pel·lícula torna a quedar muda: la Nana, subtitulada, declara al jove que l'estima. Poc després, ella anuncia a Raoul que deixarà els seus serveis. Raoul es nega. Acompanyat de diversos homes, porta la Nana amb cotxe. En un carrer discret, intenta vendre la Nana a un altre proxeneta. Esclata una baralla per un desacord sobre el preu. El comprador fa un tret i la Nana rep la bala al pit. Raoul entra en pànic i al seu torn dispara a Nana que s'ensorra. Els homes abandonen l'escena, deixant la Nana a la carretera, morta.

## Repartiment
- Anna Karina: Nana Kleinfrankenheim
- Sady Rebbot: Raoul
- André S. Labarthe: Paul
- Guylaine Schlumberger: Yvette
- Gérard Hoffmann: El xef
- Monique Messina: Elisabeth
- Paul Pavel: Periodista
- Dimitri Dineff: El noi
- Peter Kassovitz: Home jove
- Eric Schlumberger: Luigi
- Brice Parain: El filòsof
- Henri Attal: Arthur
- Gilles Quéant: Home
- Odile Geoffroy: La cambrera
- Marcel Charton: un oficial de policia
- Jack Florency: Un home al cinema
- Alfred Adam: Un extra
- Mario Botti: L'italià
- Jean Ferrat: L'home a prop de la màquina de discos
- Jean-Luc Godard: Veu en off
- Gisèle Hauchecorne: Conserge
- Jean-Paul Savignac: un soldat
- László Szabó: El ferit

## Premis
- Premi especial del jurat i premi Pasinetti a la 23a Mostra Internacional de Cinema de Venècia, 1962.[7]

Cal destacar que a la Mostra de Venècia, tot i que aquesta pel·lícula va ser seleccionada, Jean-Luc Godard va haver de retirar tres plans considerats impactants per a la presentació oficial de la tarda a petició de la direcció del Festival. Per a la projecció de premsa, però, la versió estava completa.

## Crítica
L'autora i crítica cultural Susan Sontag la va descriure com "una pel·lícula perfecta" i "una de les obres d'art més extraordinàries, belles i originals que conec." En el seu assaig sobre la pel·lícula al llibre The Great Movies, Roger Ebert va escriure: "L'efecte de la pel·lícula és sorprenent."
Stanley Kauffmann de The New Republic va descriure Viure la seva vida com a "buida i pretensiosa".
Al lloc web de l'agregador de ressenyes Rotten Tomatoes, la pel·lícula té una puntuació d'aprovació del 88% basada en 34 ressenyes, amb una puntuació mitjana de 8,1/10. El consens dels crítics del lloc web diu: "La sorprenent actuació d'Anna Karina proporciona una àncora humanitzadora al retrat estilísticament explosiu d'una prostituta de Jean-Luc Godard."

## Sobre la pel·lícula
- Una frase de Michel de Montaigne es col·loca a la part superior de la pel·lícula:

| « | T'has de prestar als altres i només donar-te a tu mateix. | » |

- La pel·lícula està dedicada a les pel·lícules B.[12]El seu director pretén trobar una nova forma d'escriptura cinematogràfica.

| « | Dividida en dotze capítols per intertítols, la pel·lícula és el primer intent de Godard de substituir la narrativa cinematogràfica habitual per un assaig cinematogràfic. El decalatge freqüent entre imatge i so, així com la juxtaposició aparentment arbitrària de dispositius estilístics oposats (càmera fixa i càmera mòbil, edició i seqüència de plans, esvaïment i tall) mantenen l'espectador a distància i l'obliguen a pensar en lloc de sentir. Aplicant, per dir-ho d'alguna manera, la teoria del teatre èpic de Brecht al cinema, Godard fa la ruptura més radical amb el cinema narratiu clàssic fins ara (1962!). | » |

- La pel·lícula que va a veure Nana al cinema és La Passion de Jeanne d'Arc de Dreyer.[3][12]
- El cantant Jean Ferrat apareix com a figurant en un cafè quan sona la seva cançó Ma môme al tocadiscs.[2]
- El filòsof Brice Parain també apareix en una escena, de nou en un cafè, on esmenta a Anna Karina, arran d'una de les seves reflexions sobre el pensament, les circumstàncies de la mort de Porthos, el personatge d’Alexandre Dumas.[2][4]
- El personatge d'Anna Karina està inspirat en el que va interpretar Louise Brooks a Lulú, la caixa de Pandora, pel·lícula de Georg Wilhelm Pabst el 1929.[14]